# Periploca angustifolia

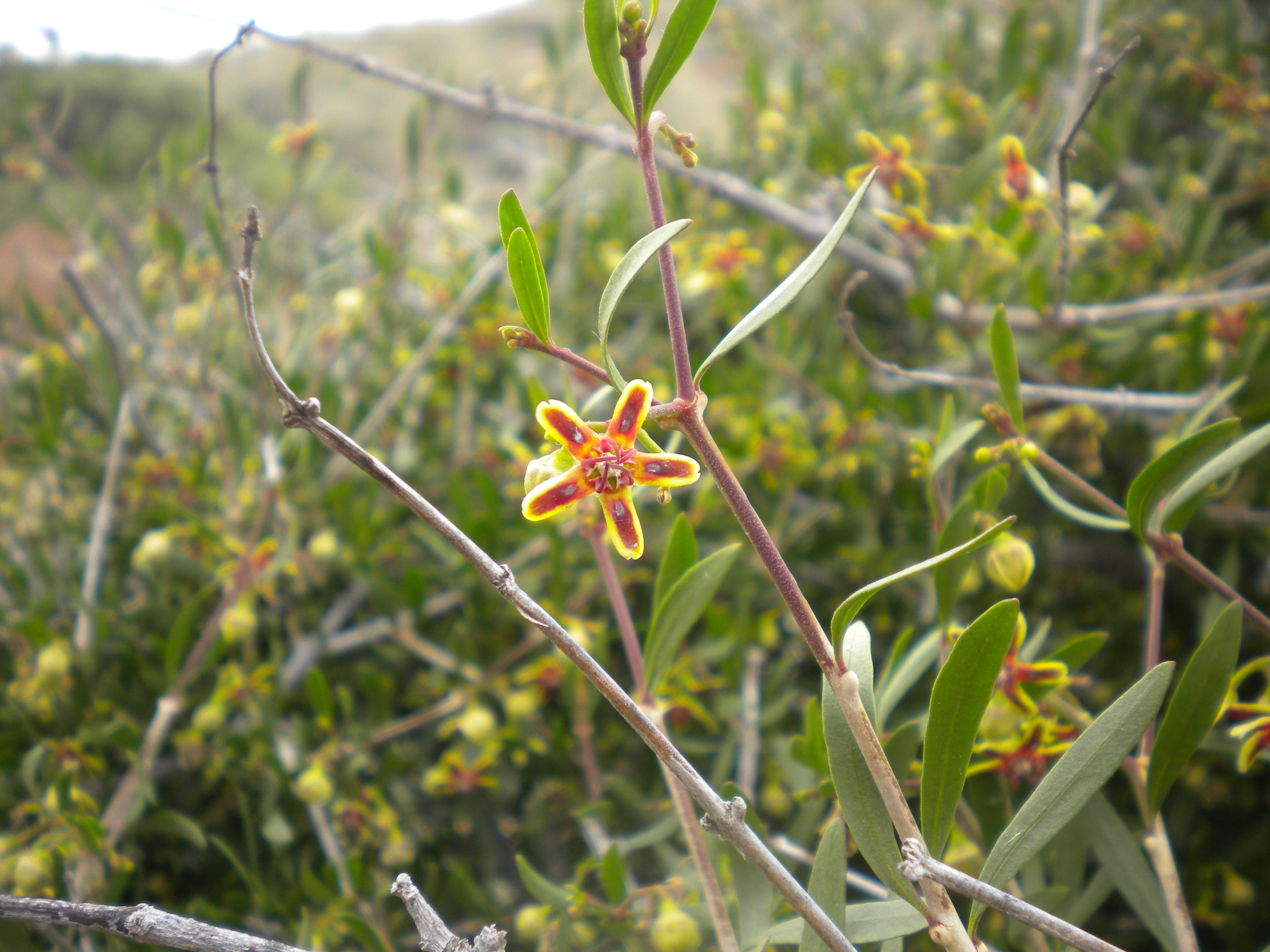
Espécimen en el Parque Natural del Cabo de Gata (Almería). Detalle de la flor.

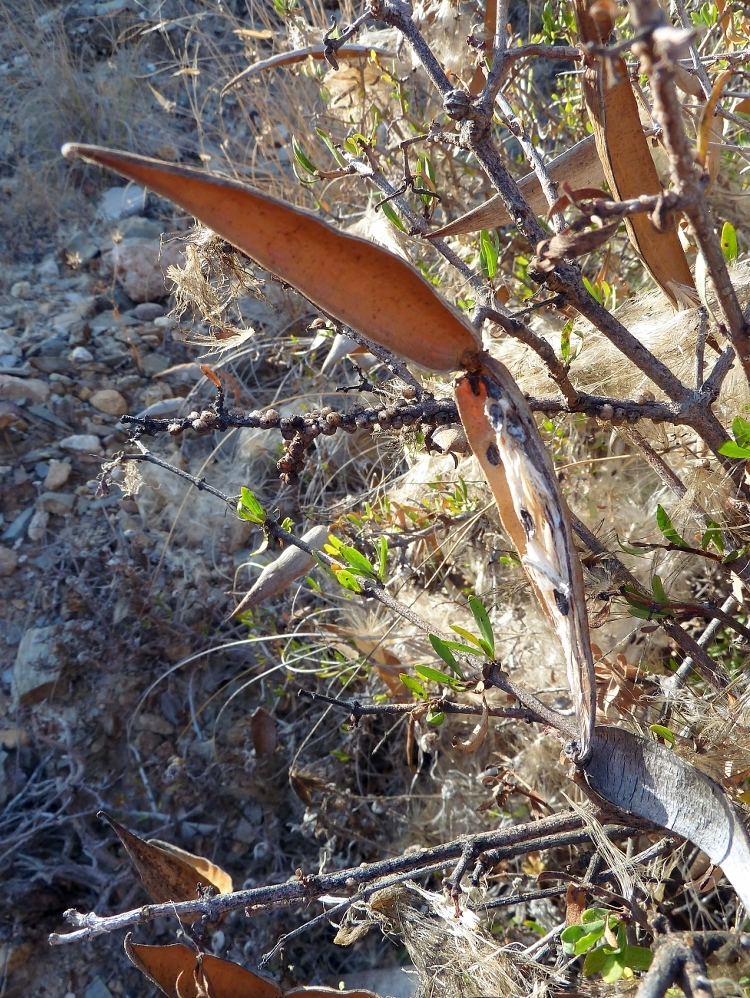
Fruto maduro y abierto con semillas

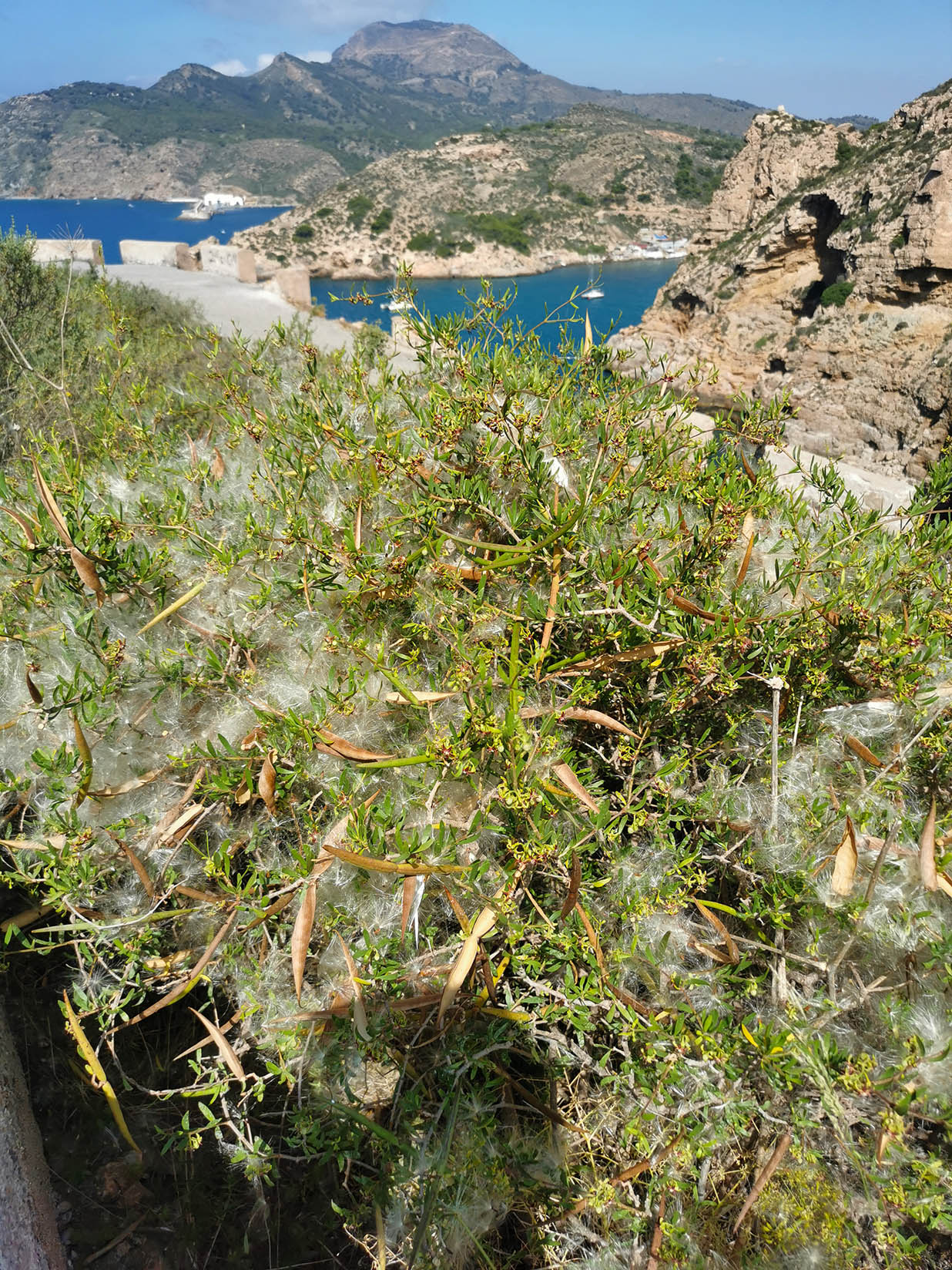
Cornical durante el verano en el puerto de Cartagena.

El cornical o Periploca angustifolia / Periploca laevigata es un especie de arbusto iberoafricano del género Periploca de la familia Asclepiadaceae. 

## Descripción
Presenta unos tallos muy entrelazados unos con otros. Las hojas, simples, son abovadas u oblanlanceoladas, glabras, opuestas, de hasta 4 cm de longitud y 1 de ancho. Produce pequeñas inflorescencias en cimas axilares con flores hermafroditas, en actinomorfas, pentámeras, de unos 15 mm de diámetro, de corola verde por fuera y marrón o púrpura oscuro y blanco por dentro. El androceo está formado por 5 estambres y el gineceo lo está por dos carpelos que se unen por el estigma. El fruto es de tipo difolículo, de entre 5 y 10 cm de longitud, con forma de cuernos caprinos opuestos. Las semillas son de color pardo con un penacho de pelos blancos.
Subespecies:
Hay discrepancias sobre la clasificación taxonómica de esta especie: algunos autores distinguen entre las plantas canarias y norteafricanas de las propiamente mediterráneas:
- Periploca laevigata, plantas canarias y marroquíes, de hojas oblanceoladas a elípticas.
- Periploca laevigata subsp. angustifolia, plantas mediterráneas que algunos autores consideran subespecie o incluso especie diferenciada como Periploca angustifolia Labill. Presentan hojas lineares a oblongo-lanceoladas.

## Hábitat, distribución y conservación
Crece en terrenos volcánicos o calizos, pedregosos o arenosos secos, próximos al mar, en comunidades de matorral, entre los 5 y los 50 m s. n. m. de altitud. Es un buen bioindicador de la ausencia de heladas. Florece durante todo el año, menos en verano.
Se distribuye por el norte de África y sureste de España. En la península ibérica está únicamente presente en la Región de Murcia y en las provincias de Almería y parte de la de Alicante. También se puede encontrar en las Islas Canarias.
Esta especie puede encontrarse, entre otros, en alguno de los siguientes espacios protegidos:
- Parque natural de Cabo de Gata (Provincia de Almería)
- Parque natural de Calblanque, Monte de las Cenizas y Peña del Águila (Región de Murcia)
- Parque natural de Sierra de la Muela, Cabo Tiñoso y Roldán (Región de Murcia)
- Espacio protegido del Cabezo Gordo de Torre Pacheco (Región de Murcia)
- Parque natural de Islas e Islotes del Litoral Mediterráneo de la Región de Murcia.
- Espacios abiertos e islas del Mar Menor (Región de Murcia)
- Parque natural de Cabo Cope y Puntas de Calnegre y acantilados marítimos de Águilas (Región de Murcia)
- Sierras de Callosa y Orihuela (Provincia de Alicante)
Por su interés botánico, está protegida como vulnerable dentro del Cátalogo Regional de Especies Amenazadas de la Región de Murcia (Decreto N.º 50/2003, BORM núm. 131).
También en Sicilia, Malta, Creta, Siria y norte de África donde se extiende por toda el área mediterránea árida y semiárida y gran parte del Sahara desde el Atlántico al Mar Rojo.

## Propiedades y usos
En Almería se elabora una infusión con tallos y hojas usada popularmente para lavar heridas (cicatrizante); también usada como cura para la diarrea en pocas cantidades en infusiones. Se ha utilizado para alimentar al ganado y como combustible. Los niños comían su flor como golosina.[cita requerida]

## Taxonomía
Periploca laevigata fue descrita por William Aiton y publicado en Hortus Kewensis; or, a catalogue . . . 1: 301. 1789.
Etimología
- Periploca, del griego periploke, que significa abrazo. En relación con el modo en que se enredan sus ramas unas con otras.

- laevigata: epíteto  del latín  que significa liso.

## Nombre común
- Castellano: cornal, cornicabra, cornical, salguilla.[3]